# Megaradio
Megaradio war ein privates Hörfunkprogramm, das in Deutschland und Luxemburg (RTL-Sender Marnach) von 1997 bis 2003 auf Mittelwelle ausgestrahlt wurde. In Deutschland war der Sender in München, Berlin, Düsseldorf und Schwerin ansässig.

## Geschichte
Die Betreiber von Megaradio bemühten sich um alle in Deutschland verfügbaren, freien Mittelwellenfrequenzen, um nach der Einführung von DRM ihr Programm in UKW-Qualität auf Mittelwelle verbreiten zu können. Für die Einrichtung der Sender von Megaradio wurden einige Mittelwellenfrequenzen, die ursprünglich nicht im Genfer Wellenplan für Standorte in Deutschland vorgesehen waren und erst Mitte der 1990er Jahre für Standorte in Deutschland koordiniert wurden, erstmals eingesetzt, wobei diese auch von Standorten abgestrahlt wurden, an denen zuvor nie ein Mittelwellensender betrieben wurde. Hierzu mussten teilweise größere Umbauten durchgeführt werden. Megaradio wurde daneben über das Videotext-Signal von GIGA/NBC Europe im deutschen Kabelnetz eingespeist. Der Empfang war so aber nur über einen PC mit TV-Karte und einer speziellen Megaradio-Software möglich. Später entschied sich Megaradio dazu, über die Austastlücke ein anderes Programm als den Livestream zu senden und so wurden von nun an auch MP3-Streams mit Titelinformationen mitgesendet. Das andere Programm wurde „Megaradio.mp3“ genannt. Auf Astra 19,2° Ost belegte Megaradio zeitweise einen Tonunterträger hinter dem Analogtransponder von Tele 5.
Megaradio wollte Werbekunden eine nationale Plattform anbieten, um speziell 12- bis 24-Jährige zu adressieren. Im internationalen Vergleich war Deutschland mit verhältnismäßig wenigen privaten Radiosendern versorgt und Radiowerbung hatte noch einen sehr lokalen Charakter.
Allerdings war eine Einführung des DRM-Verfahrens im Regelbetrieb nicht vor 2003 möglich. Megaradio hatte ab März 2003 ernsthafte Finanzprobleme. Grund waren die hohen Mietkosten für die zum Teil sehr leistungsfähigen Sender, fremde Leistungen von Antenne Bayern und fehlende Werbeeinnahmen. Megaradio war gezwungen, seine Zuhörerquoten unabhängig und daher sehr aufwendig zu erheben, um die angestrebten nationalen Werbekunden anzulocken. Es kam zu einem internen Streit der Gesellschafter über die Zukunft des Senders mit der Konsequenz, keine Investitionen mehr zu tätigen. Am 17. März 2003 stellte Megaradio den Insolvenzantrag. Der ehemalige Geschäftsführer Michael Oplesch hatte vertraglich mehreren Firmen, darunter der Deutschen Fernsehnachrichten Agentur und McDonald’s, mehr Geld zugesichert, als zur Verfügung standen und darüber hinaus langfristig teure Mietobjekte angemietet.
Am 4. April 2003 um 13 Uhr stellte Megaradio wegen Insolvenz den Sendebetrieb ein.